# 熱雷布揚基
47°30′4″N 35°25′47″E / 47.50111°N 35.42972°E
熱雷布揚基（烏克蘭語：Жереб'янки）是位於烏克蘭東南部的村莊，由扎波羅熱州瓦西里夫卡區斯泰普諾希爾斯克市鎮負責管轄。該村處於揚切克拉克河左岸，分別距離皮亞季哈特基1公里和盧霍韋1.5公里，始建於1894年，面積13.71平方公里，海拔高度89米，2001年人口161。